# Mesagne
Mesagne er en by i Apulien, Italien med 26.148 (2023) indbyggere.